# Olympische Sommerspiele 1988/Rudern – Achter (Frauen)
Der Ruderwettbewerb im Achter der Frauen bei den Olympischen Spielen 1988 in Seoul wurde vom 20. bis zum 25. September 1988 auf der Misari Regatta Strecke in Hanam ausgetragen. 65 Athletinnen in 7 Booten traten an.
Der Wettbewerb, der über die olympische Ruderdistanz von 2000 Metern ausgetragen wurde, begann mit zwei Vorläufen mit jeweils vier oder drei Mannschaften. Die jeweils erstplatzierten Boote der Vorläufe qualifizierten sich für das A-Finale, während die verbliebenen fünf Boote in den Hoffnungslauf gingen. Im Hoffnungslauf qualifizierte sich das erst- bis viertplatzierte Boot ebenfalls für das A-Finale, während das fünftplatzierte Boot aus dem Wettbewerb ausschied.
Im A-Finale am 25. September 1988 kämpften die besten sechs Boote um olympische Medaillen.
Die jeweils qualifizierten Ruderinnen sind hellgrün unterlegt.
Im Achter der Frauen gab es vier Medaillenkandidaten. Die Vereinigten Staaten als Olympiasiegerinnen von 1984 und Vizeweltmeisterinnen 1987, dazu die Rumäninnen, die 1984 die Silbermedaille bei den Olympischen Spielen gewonnen hatten und nach zwei Bronzemedaillen bei Weltmeisterschaften, 1987 wieder Weltmeisterinnen werden konnten. Die anderen beiden Weltmeistertitel 1985 und 1986 gingen an die Sowjetunion, die bei der letzten Weltmeisterschaft die Bronzemedaille gewann. Die einzige andere Nation, die seit 1978 eine Medaille gewinnen konnte, war die DDR, zuletzt zweimal Silber 1985 und 1986.
Im ersten Vorlauf kam es direkt zu einem starken Zweikampf, den am Ende die Rumäninnen, mit knapp einer halben Sekunde Vorsprung vor den Frauen aus der DDR, für sich entscheiden konnten. Die Olympischen Spiele 1988 waren die ersten Spiele, bei denen die Wettbewerbe der Frauen über 2000 Meter ausgetragen wurden, deshalb setzten die Rumäninnen als Siegerinnen eine neue olympische Bestzeit. Im zweiten Vorlauf konnte das Boot der Sowjetunion gewinnen, während das Boot aus den Vereinigten Staaten sogar noch hinter den Chinesinnen ins Ziel kam. Im Hoffnungslauf gewannen dann die Frauen aus der DDR in neuer olympischer Bestzeit von 6:05,50 Minuten und waren damit mehr als 10 Sekunden schneller als die Rumäninnen im Vorlauf. Das Boot der Vereinigten Staaten qualifizierte sich zwar auch für das A-Finale, allerdings als letztes Boot und mit deutlichem Rückstand auf das Boot aus der DDR. Alle neun im Achter sitzenden Rumäninnen hatten bereits am Vortag eine Medaille gewonnen. Sieben von ihnen wurden entweder im Vorlauf oder im Finale des Vierer mit Steuerfrau eingesetzt und erhielten dafür alle die Bronzemedaille. Rodica Arba und Olga Homeghi gelang es im Zweier ohne Steuerfrau sogar die Goldmedaille zu gewinnen. Auch bei den Chinesinnen saßen fünf Medaillengewinnerinnen im Boot, die am Vortag überraschend die Silbermedaille im Vierer mit Steuerfrau gewannen und damit die erste olympische Medaille im Rudern für China überhaupt. Im Finale hatte das Boot aus der Sowjetunion den besten Start und konnte sich an die Spitze des Feldes setzen. Allerdings wurde es dicht gefolgt von dem Boot aus der DDR, dass auf den zweiten 500 Metern dann sogar das Boot aus der Sowjetunion überholen konnte und zur Halbzeit des Rennens mit 1,5 Sekunden Vorsprung in Führung lag. Am Ende des Feldes reihten sich die Boote aus den Vereinigten Staaten und Rumänien ein. Während das nach den Leistungen aus Vor- und Hoffnungslauf bei dem Boot aus den Vereinigten Staaten nicht besonders überraschend war, war das bei den Rumäninnen doch ziemlich überraschend. Die am Vortag schon so erfolgreichen Rumäninnen waren nach ihrem Sieg im Vorlauf als Favoriten in das Rennen gegangen und waren auf den ersten 1000 Metern durchgehend das langsamste Boot im Feld. Das hatte zur Folge, dass ihr Rückstand auf das Boot der DDR zur Halbzeit schon auf sechs Sekunden angewachsen war. Dass die Rumäninnen sich damit nicht zufriedengeben wollten, zeigten sie auf den dritten 500 Metern. Die Rumäninnen erhöhten deutlich das Tempo und fuhren auf den dritten 500 Metern drei bis sieben Sekunden schneller als alle anderen Boote und überholten dabei vier ihrer Gegner, so dass sie 500 Meter vor dem Ziel schon auf dem zweiten Platz lagen. Auch wenn die Rumäninnen das Tempo auf den letzten 500 Metern noch einmal erhöhten, mussten sie sich am Ende mit der Silbermedaille begnügen. Die Frauen aus der DDR waren nämlich nicht bereit, sich am Ende die Goldmedaille noch wegnehmen zu lassen, und hielten mit einem starken Schlussspurt dagegen. Noch etwas schneller als diese beiden Boote waren auf den letzten 500 Metern die Chinesinnen, die bis dahin durchgehend auf dem vierten Platz gelegen hatten. Einen Tag nach der überraschenden Silbermedaille im Vierer mit Steuerfrau gelang den Chinesinnen so die nächste Überraschung, indem sie sich auf den letzten 500 Metern noch an dem Boot aus der Sowjetunion vorbeischieben konnten und die Bronzemedaille im Achter gewannen.

## Titelträger
| Olympiasiegerinnen | Vereinigte Staaten | Los Angeles 1984 |
| Weltmeisterinnen   | Rumänien           | Kopenhagen 1987  |

## Vorläufe
Dienstag, 20. September 1988
- Qualifikationsnormen: Platz 1 -> Finale A, ab Platz 2 -> Hoffnungslauf

### Vorlauf 1
| Platz | Nation         | Athletinnen                                                                                     | Zeit (min) | Qualifikation |
| ----- | -------------- | ----------------------------------------------------------------------------------------------- | ---------- | ------------- |
| 1     | Rumänien       | Bălan, Trașcă, Necula, Anitaș, Bazon, Armășescu, Homeghi, Arba, Oancia (Stf.)                   | 6:15,65 OR | Finale A      |
| 2     | DDR            | Strauch, Zeidler, Haacker, Wild, Kluge, Balthasar, Schröer, Stange, Neunast (Stf.)              | 6:16,29    | Hoffnungslauf |
| 3     | BR Deutschland | Schwerzmann, Holländer, Markwort, Mehl, Petersmann, Petersmann, Rehders, Schäfer, Peters (Stf.) | 6:38,31    | Hoffnungslauf |
| 4     | Bulgarien      | Iwanowa, Oronowa, Stoichkowa, Stojanowa, Todorowa, Wassilewa, Sarewa, Sarewa, Georgiewa (Stf.)  | 6:47,99    | Hoffnungslauf |

### Vorlauf 2
| Platz | Nation             | Athletinnen                                                                                          | Zeit (min) | Qualifikation |
| ----- | ------------------ | --- | ---------- | ------------- |
| 1     | Sowjetunion        | Awerianowa, Brazauskaitė, Fedorenko, Puchajewa, Sugako, Teselko, Sakirowa, Snak, Gudeliūnaitė (Stf.) | 6:20,90    | Finale A      |
| 2     | China              | Yaqin, Yanwen, Yadong, Xiao, Xianghua, Yali, Shouying, Xiuhua, Ronghua (Stf.)                        | 6:23,33    | Hoffnungslauf |
| 3     | Vereinigte Staaten | Broome, Campbell, Mallery, Maxwell-Pierson, Peck, Seaton, Townley, Thompson, Beard (Stf.)            | 6:24,55    | Hoffnungslauf |

## Hoffnungslauf
Mittwoch, 21. September 1988
- Qualifikationsnormen: Platz 1-4 -> Finale A, ab Platz 5 -> ausgeschieden

| Platz | Nation             | Athletinnen                                                                                     | Zeit (min) | Qualifikation |
| ----- | ------------------ | ----------------------------------------------------------------------------------------------- | ---------- | ------------- |
| 1     | DDR                | Strauch, Zeidler, Haacker, Wild, Kluge, Balthasar, Schröer, Stange, Neunast (Stf.)              | 6:05,50 OR | Finale A      |
| 2     | Bulgarien          | Iwanowa, Oronowa, Stoichkowa, Stojanowa, Todorowa, Wassilewa, Sarewa, Sarewa, Georgiewa (Stf.)  | 6:08,26    | Finale A      |
| 3     | China              | Yaqin, Yanwen, Yadong, Xiao, Xianghua, Yali, Shouying, Xiuhua, Ronghua (Stf.)                   | 6:08,64    | Finale A      |
| 4     | Vereinigte Staaten | Broome, Campbell, Mallery, Maxwell-Pierson, Peck, Seaton, Townley, Thompson, Beard (Stf.)       | 6:10,82    | Finale A      |
| 5     | BR Deutschland     | Schwerzmann, Holländer, Markwort, Mehl, Petersmann, Petersmann, Rehders, Schäfer, Peters (Stf.) | 6:12,70    | ausgeschieden |

## Finale

### A-Finale
Sonntag, 25. September 1988, 1:35 Uhr MESZ

Anmerkung: zur Ermittlung der Plätze 1 bis 6
| Platz | Nation             | Athletinnen                                                                                          | Zeit (min) |
| ----- | ------------------ | --- | ---------- |
| 1     | DDR                | Strauch, Zeidler, Haacker, Wild, Kluge, Balthasar, Schröer, Stange, Neunast (Stf.)                   | 6:15,17    |
| 2     | Rumänien           | Bălan, Trașcă, Necula, Anitaș, Bazon, Armășescu, Homeghi, Arba, Oancia (Stf.)                        | 6:17,44    |
| 3     | China              | Yaqin, Yanwen, Yadong, Xiao, Xianghua, Yali, Shouying, Xiuhua, Ronghua (Stf.)                        | 6:21,83    |
| 4     | Sowjetunion        | Awerianowa, Brazauskaitė, Fedorenko, Puchajewa, Sugako, Teselko, Sakirowa, Snak, Gudeliūnaitė (Stf.) | 6:22,35    |
| 5     | Bulgarien          | Iwanowa, Oronowa, Stoichkowa, Stojanowa, Todorowa, Wassilewa, Sarewa, Sarewa, Georgiewa (Stf.)       | 6:25,02    |
| 6     | Vereinigte Staaten | Broome, Campbell, Mallery, Maxwell-Pierson, Peck, Seaton, Townley, Thompson, Beard (Stf.)            | 6:26,66    |

### Weiteres Klassement ohne Finals
| Platz | Nation         | Athletinnen                                                                                     | Zeit (min) |
| ----- | -------------- | ----------------------------------------------------------------------------------------------- | ---------- |
| 7     | BR Deutschland | Schwerzmann, Holländer, Markwort, Mehl, Petersmann, Petersmann, Rehders, Schäfer, Peters (Stf.) | –          |